# A rózsaszín párduc 2.
A rózsaszín párduc 2. (eredeti címe: The Pink Panther 2) 2009-es amerikai filmvígjáték, amelyet Harald Zwart rendezett. Ez a Rózsaszín párduc-széria tizenegyedik része, és a 2006-os ugyanilyen című film folytatása. A filmet 2009. február 6.-án mutatták be az Egyesült Államokban.

## Cselekmény
Closeau felügyelőnek össze kell fognia más országok nyomozóival, hogy elkapják a "Tornádó" nevű betörőt.

## Szereplők
- Steve Martin: Jacques Clouseau felügyelő
- Aishwarya Rai Bachchan: Sonia Solandres/Tornádó
- Jean Reno: Gendarme Gilbert Ponton
- Emily Mortimer: Nicole Durant-Clouseau
- Andy García: Vincenzo Roccara Squarcialupi Brancaleoni
- Alfred Molina: Randall Pepperidge
- Yuki Matsuzaki: Kenji Mazuto
- John Cleese: Charles Dreyfus főfelügyelő
- Lily Tomlin: Mrs. Yvette Berenger
- Johnny Hallyday: Laurence Millikin
- Jeremy Irons: Alonso Avellaneda
- Geoffrey Palmer: Joubert
- Yevgeni Lazarev: a Pápa
- Christiane Amanpour: önmaga
- Sharon Tay: a CNN egyik riportere
- Jack Metzger: Antoine

## Forgatás
A filmet Párizsban forgatták, egyes jeleneteket pedig Bostonban, Bedfordban, Chelsea-ben, Westwoodban és Winchesterben vettek fel. A forgatás 2007. augusztus 20.-tól 2007. november 2.-ig tartott.

## Fogadtatás
A film még az előző résznél is rosszabb kritikákat kapott. A Rotten Tomatoes honlapján 12%-ot ért el 137 kritika alapján, és 3.5 pontot szerzett a tízből. A Metacritic oldalán 36 pontot szerzett a százból, 30 kritika alapján. A CinemaScore oldalán átlagos minősítést kapott.